# TVR
TVR (tiếng Romania: Societatea Română de Televiziune) là tổ chức phát sóng công cộng quốc gia thuộc sở hữu của chính phủ România. Thành lập vào ngày 31 tháng 12 năm 1956. Tổng giám đốc và chủ tịch hiện tại là Dan Turturică.